# アブドーラ・小林
アブドーラ・小林（アブドーラ・こばやし、本名：小林 洋輔（こばやし ようすけ）、1976年7月22日 - ）は、日本の男性プロレスラー。長野県千曲市出身。血液型A型。大日本プロレス所属。愛嬌あるキャラクターとして君臨している。プロレスでの師匠はアブドーラ・ザ・ブッチャーでリングネームもその師匠の名前から取っており師匠譲りのファイトを展開している。自称「信州信濃の流血マシーン」、「ブラッド・レインメーカー」。以前は自ら起業したレスラーズ運輸という運送会社の代表を務める（廃業）傍ら、「スーパー銭湯おふろの国」での催しとしてマグロ・鮭・タコ・真鯛・ロブスターなどとも戦ってきた。「小林軍団」の軍団長を務める。
なお以前は「アブドーラ・小林」と「アブドーラ小林」の2種類の表記が混在していたが、2019年現在は、団体公式HP・本人SNSなどにおいては「アブドーラ・小林」で統一されている。

## 経歴
大日本プロレスの草創期メンバーの一人。
1995年5月29日、大日本プロレス浜松市体育館大会における対谷口裕一戦でデビュー。
2004年まではBJW認定デスマッチヘビー級王座に一歩届かなかったものの、2005年は関本大介とのコンビ、「マッスル&ファットです」を結成し、これが観客に大ウケ。パワー溢れるプレーを持ち前に、伊東竜二＆佐々木貴組、「045邪猿気違's」こと葛西純＆"黒天使"沼澤邪鬼と抗争を繰り広げていた。
2005年10月14日、後楽園ホールで「045邪猿気違's」と空位になっていたBJW認定タッグ王座を争い、「蛍光灯250本デスマッチ」で激突。試合途中からはズボンを脱ぎ捨ててふんどし姿で奮闘し、見事必殺のダイビング・バカチンガーエルボーwith蛍光灯で葛西を沈め、タッグ王者に輝いた。
さらに12月21日横浜文化体育館大会で伊東のBJW認定デスマッチヘビー級王座奪取をかけて「蛍光灯&建築現場デスマッチ」で激突し、打ち負かしてタイトルを奪取した。
しかし、その後の試合は2006年3月現在全て全敗、しかも全てタッグ戦でほとんどパートナーがやられてばかりで、挙げ句の果てには、伊東や佐々木貴に「ベルトの価値を落とした」とボロクソに罵られる始末。これが発端となり、2006年3月31日、佐々木貴との防衛戦として、「蛍光灯＆剣山デスマッチ」を行ったが敗戦。ベルトを失った。
2007年9月24日後楽園大会「デスマッチ・ロイヤルランブル」で優勝し、デスマッチヘビー級次期挑戦権を獲得し、第21代王者・"黒天使"沼澤邪鬼と、10月14日後楽園大会で、長嶋茂雄の通算本塁打数にちなんだという「蛍光灯444本デスマッチ」で対戦したが、あえなく敗戦。再度のベルト奪取はならなかった。それ以降も度々、440本オーバーの蛍光灯を用いての蛍光灯デスマッチで宮本裕向（2009年9月30日・高岡テクノドーム・445本）・伊東（2010年12月19日・横浜文体・450本）に挑戦しているが、全て敗退している。
2008年8月に地元・長野を活動拠点とする信州プロレスに初参戦。以後、何度か参戦している。リングネームは「矢島聡」を名乗ったこともある。また、2011年には「RE:2011 グレート☆無茶の大冒険 第2弾」にも参戦し、長州力、初代タイガーマスク、藤波辰爾ら、大物レスラーとの対戦も経験した。
2010年には渡米したうえでコンバット・ゾーン・レスリングのトーナメント・オブ・デスに参戦。ニック・ゲージとの第一回戦を制したのち、JCベイリーとの第二回戦で敗れ去った。
2011年12月18日横浜文化体育館大会「クライマックス・ゲーム・オブ・デス」で伊東を破り2度目のBJW認定デスマッチヘビー級王座を獲得。2012年はプロレス大賞MVP獲得を目指して防衛回数を重ねることを公言し、その通り12月9日の横浜文化体育館大会で伊東と7度目の防衛をかけた「セブン・カラーズ・デスマッチ」に勝利するまで年間での防衛を果たし、防衛回数記録更新が評価されプロレス大賞の敢闘賞と日本インディー大賞のMVPを手にする。しかし2013年1月2日の後楽園大会で石川修司に敗れ8度目の防衛に失敗し王座から転落したため、直後の7日に行われたプロレス大賞の表彰式はタイトルなしで参加した。
2013年5月5日に受けた血液検査でC型肝炎ウイルス感染の疑いが発覚した。直後の再検査では検出が抗体のみで抗原は検出されず、団体内外の参戦選手も再検査の結果に異常がなかったため早期に復帰できると思われたものの、さらに念のためとして受診した精密検査で小林の体内にウイルスの残留が確認されたため、発症はしなかったが治療を行うことになり、完治まで他選手への感染防止のため選手活動停止を命ぜられる。その後治療中から2014年7月の最終検査まで半年以上ウイルスが発見されない状態が続いたことから、26日の後楽園大会で復帰を発表。8月10日の「長野・佐久創造館大会」で、1年3か月ぶりに復帰戦（対征矢学・河上隆一戦、パートナーは大鷲透）を行ない、同月15日には「伊東竜二デビュー15周年記念大会〜ビックサマー・デスマッチドラゴン・フェスティバル〜」デスマッチ復帰戦（蛍光灯300本デスマッチ、対伊東戦）を行う。なお、これらの試合には敗れている。
復帰後、小林の欠場時に宮本が使用していた「愛してますチョップ」を宮本が継続して使用したことから因縁が生まれ、2014年12月21日に行われたBJW認定デスマッチヘビー級王座戦は「愛してます・コントラ・愛してます」として行われ、負けた小林が愛してますチョップを封印させられてしまう。さらに2015年の一騎当千での予選中、木高イサミと「バカチンガーエルボードロップ・コントラ・勇脚」ルールで行った試合に敗れてしまい、一騎当千でのバカチンガーエルボードロップまで封印されてしまうが、小林はイサミと共に決勝へ進出し再対決を征して初優勝しエルボーの封印を解く。さらにこの優勝で宮本と再戦する権利を得たことから、5月5日に「愛してますチョップ完全決着戦」として王座戦のリマッチをおこない、これに勝利して3回目の王座獲得のうえ「愛してますチョップ」の封印も自力で解いた。
これで7月20日の両国国技館大会で伊東竜二と防衛戦を行うことを決定させたが、6月にC型肝炎ウイルスの抗体が再び発見されたことが判明し以前の罹患によるものか見極めるため一旦欠場することになり、精密検査の結果ウイルスは発見されなかったことから6月29日に復帰し両国大会には間に合ったが、「20周年記念20アイテムデスマッチ」として行われた試合では伊東に敗れベルトを失った。
その後2016年12月に横浜文体で行われたデスマッチヘビー級王座戦で星野勘九郎を破り4度目の王座を獲得している。
2019年3月17日の後楽園大会では伊東竜二と対戦し、師匠のブッチャーから受け継いだフォーク攻撃を披露。最後はコーナーからダイビングバカチンガーエルボードロップを2連発し、勝利をおさめた。同じ小林軍団の鈴木秀樹からは「アブドーラ・ブッチャー（のフォーク）はすごいけど、アブドーラ・小林のはしょっぱい」と駄目出しを食らった。
2020年、全日本プロレスの世界最強タッグ決定リーグ戦に関本との「マッスル＆ファットです。」で初エントリー。一時単独首位に立つも優勝は逃したが、開幕戦でこの年の優勝チームである宮原健斗＆青柳優馬組（NEXTREAM）から勝利を上げた。
2021年1月2日、世界タッグ王者となった宮原＆青柳組に挑戦表明。前哨戦となった2月18日の宮原とのシングルマッチではスパナを武器に追い詰め、バックステージコメントでも宮原を挑発したが、王座戦では自らがピンフォール負けを喫した。
3月13日、シマ重野を破り、新潟無差別級王座を獲得。
8月15日、王道トーナメントにエントリーされる。1回戦で田村男児と対戦し新技「バカチンガースリーパー」で勝利したが、2回戦では諏訪魔に逆に絞め落とされ敗北した。

## 得意技
尊敬しているブッチャーをあやかっていることから、とても生傷の耐えないダーティーなファイトを展開する。縁の下の力持ちで、他レスラーの技も扱うことがある。
- 地獄突き
- コバ・ドライバー
  - DRAGON GATEの堀口元気のビーチブレイクとほぼ同型の必殺技。ただし、小林のコバ・ドライバーの場合はやや肩口から落とす。
- バカチンガー・エルボー
  - エルボーのときに「この、バカチンが〜！」と叫ぶ。
  - 関本と2人で同時にやるバージョンも。
- 源之助クラッチ
- ダイビング・ブレーンチョップ
  - コーナーポスト上で「愛してま〜す！！」と宣言してから脳天に手刀を打つ。小林の欠場時からは宮本が使用していて宮本に一度はブレーンチョップの使用権は奪われるもなんとか奪回して今に至っている。
- 山嵐
  - アルゼンチン・バックブリーカーの状態で、後ろに倒れる技。雪崩式もあり、それからバカチンガー・エルボーに移行することが多い。
- ヘビーローテーション・ネックブリーカー
  - 日本語風「超重量級回転式首折弾」。いわゆるスリング・ブレイドで、新日本プロレス中継で棚橋弘至が使用しているのを見てあまりの華麗さに自分も使いたいと思い、映像をスロー再生して研究し習得したが、小林は両腕を使用して技をかけている。技名はAKB48の同名の曲から。小林曰く、カラオケに行くと必ず歌うとのこと。
- カモイェ
  - 滾ってから放つ右回し膝蹴り。かつて「ヒムロックからの回し蹴り[17] [18]」という名称で使っていたが、オリジナルの使い手でもある中邑真輔がWWEに行き、技名を「ボマイェ」から「キンシャサ」へ変更したことから使われなくなった技名に似せた名称に変更。ヘビーローテーションからの連続技として使われる場合が多い。
- 逆エビ固め
  - 2015年の一騎当千にて、木高イサミとの必殺技コントラ・マッチに破れバカチンガーエルボーが一騎当千の期間のみ封印された後、フィニッシュ技として使用を始める。ショルダースルーから連続で使用される事が多く、その体格を活かしたフィニッシャーとして昇華されている。
- アイアンフィンガーフロムヘブン
  - C型肝炎から復帰後に使用し始めた飯塚高史のアイアンフィンガーフロムヘルによく似た凶器による攻撃。
- バカチンガースリーパー
  - 2021年の王道トーナメントに向け開発した新技。小林曰く「諏訪魔の万力スリーパーより上」とのこと。

## 戴冠歴
大日本プロレス
- BJW認定デスマッチヘビー級王座（6回：第17代、第26代、第31代、第34代、第39代、第47代）
- BJW認定タッグ王座（5回：第14代、第16代、第19代、第21代、第44代。パートナーは「神風」→大黒坊弁慶→関本大介→伊東竜二）
- 横浜ショッピングストリート6人タッグ王座（5回：第3代、第8代、第20代、第22代、第28代。パートナーは"黒天使"沼澤邪鬼&橋本和樹→植木嵩行&高橋匡哉→伊東竜二&"黒天使"沼澤邪鬼→宮本裕向&"黒天使"沼澤邪鬼→宇藤純久&鈴木秀樹
- WEWハードコアタッグ王座（第11代。パートナーは大黒坊弁慶）
- 一騎当千 DEATHMATCH SURVIVOR優勝（2015年）
- DAINICHI-X優勝（2011年。パートナーは岡林裕二）
- 大日本最侠タッグリーグ戦優勝（2022年。パートナーは若松大樹）

新潟プロレス
- 新潟無差別級王座（第12代）

その他
- スーパー銭湯ヘビー級王座

プロレス大賞
- 敢闘賞（2012年）

日本インディー大賞
- MVP（2012年）

## 入場曲
- 「新・仁義なき戦いのテーマ」布袋寅泰
- 「B・BLUE」BOØWY
- 「The People's Champ」BJW MUSIC FILES（現在使用中）

## エピソード
- 小学生の時点で170センチメートルの身長に80キログラムの体重を誇っていた[19]。
- 公式プロフィールには身長175cmとなっているが実際は174cmである[19]。大日本プロレスの入団条件のひとつに身長が175cm以上というものがあり、アブドーラ小林はこの条件をクリアするために面接担当であったグレート小鹿社長の前で密かにつま先立ちしていた。小鹿自身はその工作を既に見抜いていたが、アブドーラ小林の眼差しの強さに「この子は本当にプロレスが好きなんだな」と感じ取り入団を許したという（MBSラジオ・ゴー傑Pにて発言）。
- 2005年の5月に『大日本プロレス運輸』という運送会社を起業。しかしながらこの社名が、それ以前からあった新日本プロレス系列の『プロレス運輸』という同業者の登録商標を侵しているとして訴訟を受けるに至り、同年の12月をもって『レスラーズ運輸』と改称[20]以来この会社の代表を務め、スタッフには大日本プロレスの同僚らを起用してきた。[19] 鶏料理を売りとする「居食酒屋海坊主」を新横浜で経営してもいたが、2011年3月11日に発生した東北地方太平洋沖地震（東日本大震災）で被害を受けた上、東京電力・福島第一原子力発電所での事故による電力事情悪化も重なり、店舗復旧の目処が立たないとして、同年3月31日をもって閉店した。その後、2021年4月に「アブドーラ･小林酒場」を長者町に開店[21]。
- 鶴見にあるスーパー銭湯「おふろの国」ではサウナイベント《ロウリュウサービス・ハマ熱波》でサウナへの情熱を親方として若手に指導。サウナでのサービスロウリュ・アウフグース全国のスパ・健康ランド・スーパー銭湯・温泉施設の加盟する日本ロウリュ熱波ワークの親方である。2008年8月には激流素麺、11月には突撃ウナギとも戦った。2010年4月にはスーパー銭湯おふろの国のサウナ激汗サービス“ハマ熱波“（ロウリュ）において人類未到の15時間16回熱波を達成。また近年は仙台のカプセルホテルキュア国分町のサウナでもイベントを開催している。
- ソフト・オン・デマンドの「女空手家vsレイプ魔」にレフリーとして出演している。
- インターネットラジオ「オフロナイトニッポン」にレギュラー出演。
- セブンスターを愛煙している。強いのが好き（本人談）。
- 最近では実家の飼い猫「レオ」が巨大ネコとして話題となり、小林自身もネコを飼い、同様に体格がいいという。
- 棚橋弘至（○○の皆さん愛してます）や中邑真輔（ロープにぶら下がる）やオカダ・カズチカ（両腕を一杯広げる）や飯塚高史やスタン・ハンセンなど、さまざまな選手の完成度の高いモノマネを披露している。飯塚の凶器であるアイアンフィンガーフロムヘルによく似た凶器を用意したり、オカダに関しては入場時のカネの雨を降らせるところや、外道に扮するヤンキー二丁拳銃をセコンドに配置させたり、自身の入場時に小銭の落ちる音をつけるところや、オマージュしたメモ帳の販売など、すべてを再現している。そのため東京スポーツの記事内で「パクリ大王」と書かれたことがある。また棚橋と一度食事に行ったことがあり、棚橋自身も「ぜひ使ってください」と言っていた。しかし棚橋は、紙面で確認はしたが直接見たのは「速報!バトルメン」での大日本の試合速報のみであった[22]。
- 2017年に大日本が新根室プロレスと提携し、所属する「アンドレザ・ジャイアントパンダ（アンドレ・ザ・ジャイアントをオマージュした名前）」と対戦した際、スタン・ハンセンを真似した「スタン・小林」として登場。以来、デスマッチでの試合以外ではスタン・ハンセンキャラで試合する事が多く、上野大会では、「ブロディ･ザ･秀樹（鈴木秀樹）」・「ディック“宇藤”マードック（宇藤純久）」という派生キャラも出現させている。
- 前述の最強タッグ戦以降、自らの敗戦を「汚点」と語るなど嫌悪感を露わにする宮原に激怒し、全日本道場訪問と直接の説教を予告。その言葉どおり、2月4日に全日本の道場を訪問するも、当の宮原本人は不在で目的は果たせなかった（ちゃっかり全日本道場のちゃんこに舌鼓を打った）[23]。

## メディア出演

### テレビドラマ
- 池袋ウエストゲートパーク（2003年）[24]
- スシ王子！第5話（2007年、テレビ朝日）[25]
- MAGISTER NEGI MAGI 魔法先生ネギま!（2008年1月16日、テレビ東京） - 金剛地力也 役
- コドモ警察 第4話（2012年5月10日、毎日放送） - プロレスラー 役
- でたらめヒーロー 第2話（読売テレビ）[26]

### 映画
- 恋するマドリ（監督：大九明子）  - ヘラクレス運輸作業員 役

### その他
- 横浜市資源環境局 - ポリ塩化ビフェニル（PCB）廃棄物処理期限告知[27]